# Brigitte Benon
Pour les articles homonymes, voir Benon (homonymie).
Brigitte Benon, née le 26 mai 1963, est une escrimeuse française.
Elle est la première championne du monde d'épée de l'histoire en 1988. Elle a ensuite été éducatrice dans un club pédagogique d'escrime à Ladoix-Serrigny en Côte d'Or[réf. nécessaire].

## Palmarès
- Championnats du monde d'escrime
  -  Médaille d'or aux championnats du monde d'escrime 1988 à Orléans
  -  Médaille d'argent par équipes aux championnats du monde d'escrime 1988 à Orléans
  -  Médaille d'argent par équipes aux championnats du monde d'escrime 1991 à Budapest
- Championnats de France d'escrime
  - Championne en 1988, 1992 et 1995[1]